# Klare mosse

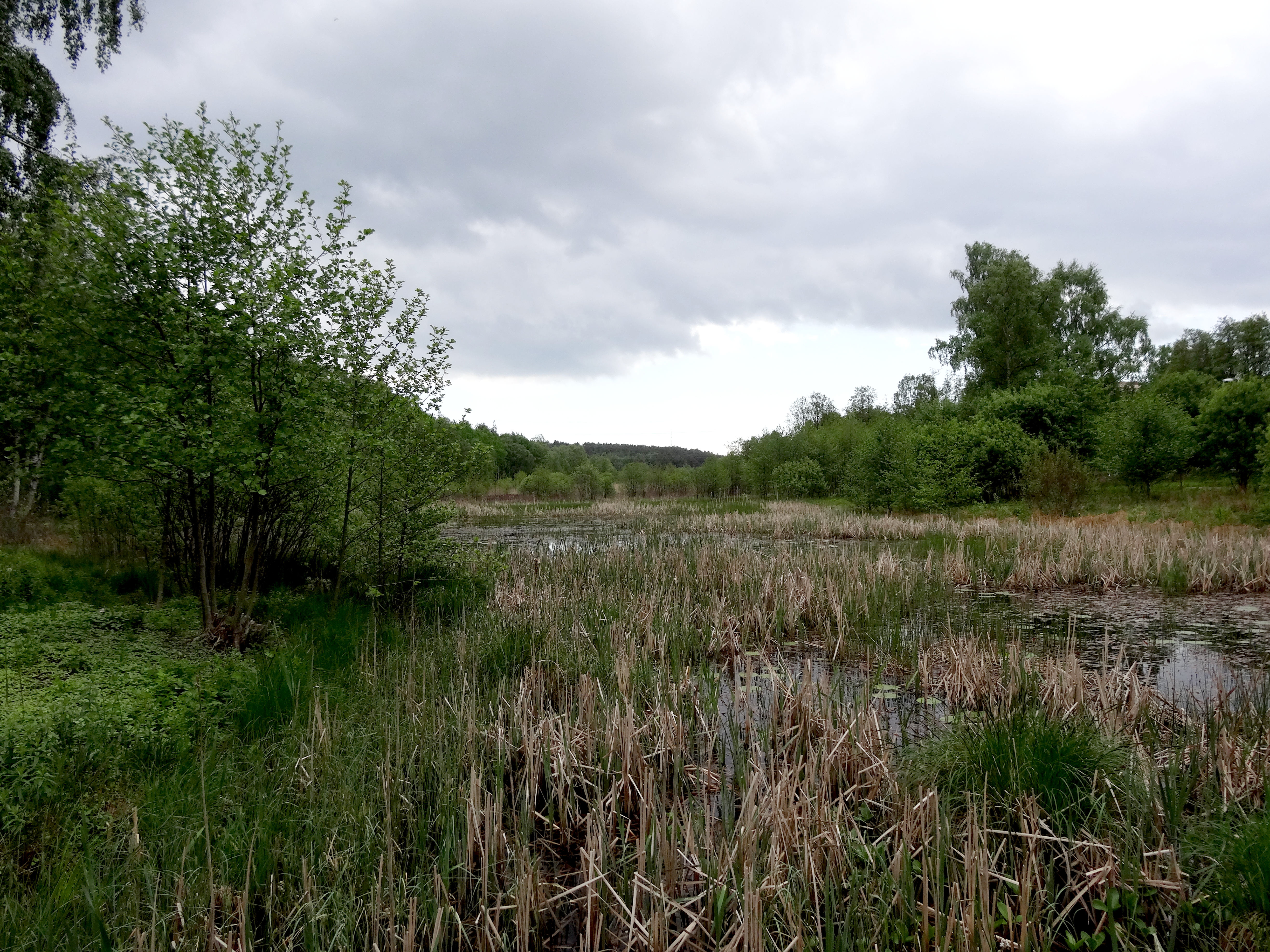
Vy över Klare mosse.

Klare mosse är en liten tjärn på ön Hisingen i nordvästra Göteborg, i anslutning till Hisingsparken. Tjärnen och området runt tjärnen har varit igenväxt men genom Osbäckprojektet har miljön runt tjärnen förbättrats betydligt. Göteborgs kommun har delvis finansierat projektet med EU-bidrag inom ramen för programmet PURE North Sea. Från tjärnen rinner Osbäcken ned till Björlanda kile. Klare mosse är ett av Hisingens bästa vatten för grodor och salamander. Här finns bland annat den ovanliga större vattensalamandern. Eftersom det finns gott om små dammar och hålor ger området bra skydd för groddjuren. Klare mosse har länge varit välbesökt av skolklasser för att studera grodor och salamandrar.
Tjärnen är 6–8 meter djup och cirka 100 meter tvärs över. Sjön är rik på ruda även om denna är småväxt. Dessutom finns bland annat abborre och mört. Bottenfaunan har bedömts hysa höga naturvärden på grund av förekomsten av de ovanliga arterna vattenbi, flat kamgälsnäcka och Sigara scotti (en buksimmare).